# Hans Ruin-essätävlingen
Hans Ruin-essätävlingen är ett finlandssvenskt litteraturpris.
Svenska kulturfonden startade tävlingen för att uppmärksamma författaren och filosofen Hans Ruins (1891–1980) essäistik. Tävlingen, som ordnas vart tredje år, är ett samarbete med de finlandssvenska kulturtidskrifterna Ad Lucem, Astra, Finsk Tidskrift, Horisont, Ikaros, Ny tid och Nya Argus. Tävlingen är öppen för alla som skriver essäer på svenska.
Svenska kulturfonden har tidigare ordnat essätävlingen i samarbete med finlandssvenska kulturtidskrifter. Från och med 2022 ordnar Tidskriftscentralen essätävlingen med bidrag av Kulturfonden.

## Vinnare
- 2025: Niclas Hell Mormors klocka – socialt, materiellt och idéhistoriskt arv
- 2022: Jennifer Amin Babels omvända pyramid
- 2019: Michel Ekman Skymning. Fem variationer
- 2016: Petter Lindblad Ehnborg ”De små minnenas mästare och mitt hjärtas förlorade slag”'
- 2013: Petter Lindblad Ehnborg ”Minnesteckning över glömskan som handlar om åldrande”
- 2010: Jens Johansson ”En skärslev”
- 2008: Margaretha Willner-Rönnholm ”Albertos blick”
- 2004: Göran Torrkulla